# Macrhypena
Macrhypena là một chi bướm đêm thuộc họ Erebidae.